# Mornant
Mornant ist eine französische Gemeinde mit 6.261 Einwohnern (Stand: 1. Januar 2022) im Département Rhône in der Region Auvergne-Rhône-Alpes. Administrativ gehört die Gemeinde zum Arrondissement Lyon und ist der Hauptort (bureau centralisateur) des Kantons Mornant.

## Geografie
Mornant liegt etwa 24 Kilometer südwestlich von Lyon am südlichen Fuße der Monts du Lyonnais des Zentralmassivs.
Die Nachbargemeinden von Mornant sind Saint-Laurent-d’Agny im Norden, Beauvallon im Osten und Südosten, Chabanière im Süden und Westen und Chaussan im Nordwesten.
Mornant liegt im Weinbaugebiet Coteaux du Lyonnais.

## Bevölkerungsentwicklung
| Jahr                       | 1962 | 1968 | 1975 | 1982 | 1990 | 1999 | 2006 | 2011 |
| -------------------------- | ---- | ---- | ---- | ---- | ---- | ---- | ---- | ---- |
| Einwohner                  | 2198 | 2335 | 2730 | 3323 | 3900 | 4672 | 5229 | 5503 |
| Quellen: Cassini und INSEE |      |      |      |      |      |      |      |      |

## Sehenswürdigkeiten
- Kirche Saint-Pierre aus dem 15. Jahrhundert mit Glockenturm aus dem 18. Jahrhundert, Monument historique
- Ruinen des römischen Aquädukts des Gier (sog. Pont du Mornantet)
- Rathaus
- altes Postamt
- Haus der Priester aus dem 15. und 16. Jahrhundert

|  |  |

## Persönlichkeiten
- Pierre de Ronsard (1524–1585), Priester in Mornant, Dichter
- François Chaize (1882–1949), apostolischer Vikar in Hanoi/Indochina (heute Vietnam)
- Louis Calaferte (1928–1994), Schriftsteller

## Trivia
Nach dem Ort ist im Département Rhône die Traubensorte Mornant benannt, die im Übrigen als Mornen Noir (u. a.) angebaut wird.